# Wildlife
Wildlife (bra:Vida Selvagem) é um filme de drama estadunidense de 2018 dirigido e escrito por Paul Dano e Zoe Kazan, baseado no romance homônimo de Richard Ford. Estrelado por Jake Gyllenhaal e Carey Mulligan, estreou no Festival Sundance de Cinema em 22 de janeiro de 2018.

## Sinopse
Em 1960, Jeannette e Jerry Brinson mudam-se para Great Falls, Montana com seu filho adolescente Joe. A tensão na família aumenta depois que Jerry foi demitido de um emprego como profissional de golfe em um clube de campo.

## Elenco
- Jake Gyllenhaal - Jerry Brinson
- Carey Mulligan - Jeanette Brinson
- Ed Oxenbould - Joe Brinson
- Zoe Margaret Colletti - Ruth-Ann
- Bill Camp - Warren Miller
- Darryl Cox - Clarence Snow

## Recepção
No agregador de críticas Rotten Tomatoes, o filme tem uma taxa de aprovação de 93% com base em 203 resenhas e uma classificação média de 7,7 / 10. O consenso crítico do site diz: "O retrato da vida selvagem de uma família em crise é lindamente composto pelo diretor Paul Dano - e trazido à vida de maneira brilhante por uma melhor atuação da carreira de Carey Mulligan." No Metacritic, o filme tem um peso pontuação média de 80 em 100, com base em comentários de 41 críticos, indicando "comentários geralmente favoráveis".